# Jesper Grønkjær
Jesper Grønkjær (Nuuk, Grenland, 12. kolovoza 1977.) je bivši danski nogometaš i nacionalni reprezentativac. Izvorno, Grønkjær je bio krilni igrač koji je mogao igrati na lijevom i desnom boku ali i kao napadač. Jesper Grønkjær je ukupno odigrao 400 ligaških utakmica nastupajući za europske nogometne velikane kao što su Ajax, Chelsea, Atlético Madrid i VfB Stuttgart.
U razdoblju od 1999. do 2010. igrač je bio član danske reprezentacije s kojom je nastupio na Svjetskim prvenstvima 2002. i 2010. kao i na dva Europska prvenstva (2000. i 2004.).

## Karijera

### Klupska karijera

#### AaB i Ajax
Rođen na Grenlandu, Grønkjær je odrastao u Thistedu gdje je započeo svoju karijeru u juniorima Thisted FC-a. Na početku nogometne karijere, igrač je imao želju da postane sprinter.
1995. postaje profesionalac te prelazi u Aalborg Boldspilklub koji je tada branio naslov danskog prvaka. Grønkjær je s klubom nastupio u gotovo stotinu utakmica, uključujući i one Lige prvaka u sezoni 1995./96. Također, Grønkjær je 1995. proglašen najboljim danskim nogometašem u dobi do 19 godina.
Sjajnim igrama Jesper je privukao pozornost velikih europskih klubova tako da je u listopadu 1997. sklopljen transfer u nizozemski Ajax za 3,5 milijuna GBP. Igrač je nastavio igrati za AaB dok je u amsterdamski klub otišao u srpnju 1998.
U Ajaxu je Grønkjæra trenirao sunarodnjak Morten Olsen dok je na terenu bio suigrač s danskim reprezentativcem Oleom Tobiasenom. Igrač je s Ajaxom osvojio nizozemski kup u sezoni 1998./99. a sljedeće sezone su ga navijači kluba proglasili Ajaxovim igračem godine.

#### Chelsea
U listopadu 2000. Grønkjær prelazi u londonski Chelsea za 7,8 milijuna GBP. Vrijednost transfera je predstavljala Grønkjæra kao do tada najskupljeg danskog igrača. Međutim, Jesper se ozlijedio već u siječnju 2001. Tijekom karijere u klubu koja je trajala četiri godine, Grønkjær je zbog loše forme izazvao frustracije kod trenera Claudija Ranierija i navijača Chelsea. Međutim, igrač je za Chelsea postigao neke od najvažnijih asistencija i golova.
Neki od najznačajnijih bili su asistencija za prvi gol i zabijanje drugog protiv Liverpoola u posljednjem kolu prvenstva u sezoni 2002./03. Utakmica je igrana na Stamford Bridgeu a Chelsea je pobijedio s 2:1 čime je osigurao četvrto mjesto u Premier ligi. Tim mjestom klub je osigurao kvalifikacije za Ligu prvaka sljedeće sezone. Tu je i asistencija Scottu Parkeru u utakmici četvrtfinala Lige prvaka protiv Arsenala igranoj na Highburyju. U polufinalu istog natjecanja Grønkjær je iz penala zabio gol AS Monacu, ali je Chelsea ispao iz daljnjeg natjecanja zbog loše gol-razlike (5:3).
Ovdje su još i golovi protiv Manchester Uniteda na Old Traffordu, Leeds Uniteda, ...

#### Birmingham City, Atlético Madrid i VfB Stuttgart
Prije EURO-a 2004. u Portugalu, trener Chelseaja, Claudio Ranieri je dobio otkaz te Grønkjær u srpnju 2004. odlazi u Birmingham City za 2,2 milijuna GBP. Igrač je u novom klubu imao loš start, poteškoća u adaptaciji na novi klub te je postigao svega jedan gol za (protiv Lincoln Cityja u kupu).
Već u prosincu 2004. igrač odlazi u Atlético Madrid za 2,5 milijuna GBP. Kao i u prijašnjem klubu, tako je Grønkjær i u Madridu ostao veoma kratka da bi već u ljeto 2005. bio transferiran u VfB Stuttgart. Tada je njemački bundesligaš pod vodstvom trenera Giovannija Trapattonija gradio novu momčad a Grønkjær je u klubu igrao s reprezentativnim suigračem Jon Dahl Tomassonom.
Unatoč velikim očekivanjima, klub je na kraju sezone završio na sredini prvenstvene ljestvice. Početkom veljače 2006. Grønkjær i Tomasson su otvoreno kritizirali Trapattonija kao rezultat 12 neriješenih utakmica od ukupno njih 20. Budući da je treneru narušen autoritet, Grønkjær je ubrzo otpušten iz kluba (9. veljače). Prema glasinama njemačkih i danskih medija, Grønkjær je htio napustiti VfB Stuttgart kako bi se pridružio FC Kopenhagenu.

#### F.C. København
Grønkjær je kao novi igrač kluba predstavljen 23. lipnja 2006. Pokazao se bitnom karikom za FC Kopenhagenu koji je imao ambicije za nastup u Ligi prvaka. Tako je igrač pomogao klubu koji se kroz kvalifikacije u sezoni 2006./07. uspio kvalificirati u to elitno europsko natjecanje, po prvi puta u povijesti FC Kopenhagena.
6. prosinca 2006. igrač je za klub postigao gol u utakmici Lige prvaka protiv škotskog Celtica igranoj na domaćem Parkenu. Kopenhagen je tada pobijedio s visokih 3:1. Do kraja sezone, Grønkjær je odigrao 21 od 33 utakmica za klub dok je Kopenhagen u sezoni 2006./07 uspio obraniti naslov danskog prvaka. U studenom 2007. Grønkjær je proglašen igračem godine u danskom prvenstvu.
S dva pogotka u 12 utakmica, Grønkjær je pomogao Kopenhagenu da se plasira u četvrtfinale Lige prvaka, čime je klub postao prvi u danskoj klupskoj povijesti koji je toliko daleko dogurao. U samom četvrtfinalu, Kopenhagen je eliminiran od strane Chelseaja, bivšeg Grønkjærovog igrača.
26. svibnja 2011. kada je FC Kopenhagen osigurao naslov danskog prvaka, Grønkjær je objavio da se povlači iz profesionalnog igranja nogometa nakon posljednjeg kola. Posljednju utakmicu je odigrao protiv Aalborga u kojem je započeo profesionalnu karijeru te je postigao drugi pogodak u 2:0 pobjedi.

### Reprezentativna karijera
Još dok je igrao za Thisted FC, Grønkjær je debitirao za dansku U16 reprezentaciju. S tom reprezentacijom je 1994. igrao u finalu Europskog U16 prvenstva. Na tom prvenstvu je postigao tri pogotka u šest odigranih utakmica. Tada je bio predstavljen kao jedan od najvećih talenata danskog nogometa. Već sljedeće godine Grønkjær je proglašen najboljim danskim nogometašem do 19 godina.
Tijekom prve godine igranja za Ajax, Grønkjær je debitirao za Dansku u kvalifikacijama za EURO 2000. protiv Italije, 27. ožujka 1999. Italija je tu utakmicu dobila s 2:1. Unatoč razočaravajućem debiju, Grønkjær je postao važnim dijelom danske reprezentacije koju je vodio izbornik Bo Johansson. Tako je u konačnici igrač odigrao sve tri utakmice za Dansku na EURO-u 2000.
Tijekom karijere u Chelseaju, Grønkjær je postao važnim reprezentativcem i nakon Johanssonovog odlaska i dolaska Mortena Olsena. Igrač je tada za reprezentaciju odigrao svih četiri utakmica na Svjetskom prvenstvu 2002. U kvalifikacijama za EURO 2004. postigao je pogodak za 1:0 pobjedu protiv regionalnog rivala Norveške, čime je pomogao Danskoj da se plasira u samu završnicu turnira. Na samom EURO-u 2004. Grønkjær je propustio prvu utakmicu zbog smrti majke, ali se uskoro vratio u Portugal te nastupio za reprezentaciju za koju je zabio drugi gol u 2:0 pobjedi protiv Bugarske.
Morten Olsen je uvrstio Grønkjæra na popis reprezentativaca za Svjetsko prvenstvo 2010. u JAR-u. Nakon što je Danska neočekivano ispala već u skupini, Grønkjær je najavio povlačenje iz reprezentativnog nogometa.

#### Pogoci za reprezentaciju
| #  | Datum              | Mjesto             | Protivnik | Pogodak | Rezultat | Natjecanje                |
| -- | ------------------ | ------------------ | --------- | ------- | -------- | ------------------------- |
| 1. | 25. travnja 2001.  | Kopenhagen, Danska | Slovenija | 1 : 0   | 3 : 0    | Prijateljska utakmica     |
| 2. | 26. svibnja 2002.  | Wakayama, Japan    | Tunis     | 1 : 0   | 2 : 1    | Prijateljska utakmica     |
| 3. | 7. lipnja 2003.    | Kopenhagen, Danska | Norveška  | 1 : 0   | 1 : 0    | Kvalifikacije za EURO 04' |
| 4. | 20. kolovoza 2003. | Kopenhagen, Danska | Finska    | 1 : 0   | 1 : 1    | Prijateljska utakmica     |
| 5. | 18. lipnja 2004.   | Braga, Portugal    | Bugarska  | 2 : 0   | 2 : 0    | EURO 04'                  |

## Osvojeni trofeji

### Klupski trofeji
| Nizozemska     | Nizozemska       | Nizozemska |
| Klub           | Trofej           | Godina     |
| -------------- | ---------------- | ---------- |
| Ajax           | Nizozemski kup   | 1998./99.  |
| Danska         |                  |            |
| F.C. København | Dansko prvenstvo | 2006./07.  |
| F.C. København | Dansko prvenstvo | 2008./09.  |
| F.C. København | Danski kup       | 2009.      |
| F.C. København | Dansko prvenstvo | 2009./10.  |
| F.C. København | Dansko prvenstvo | 2010./11.  |

## Vanjske poveznice
- Profil igrača na Fussball Daten.de
- Profil igrača na Soccer Base.com  Arhivirana inačica izvorne stranice od 19. veljače 2005. (Wayback Machine)